# Wallburg Schnürpflingen
Die Wallburg Schnürpflingen, auch Schlösslesberg genannt, ist eine abgegangene Niederungsburg (Wallburg) in dem Flurstück „Schlößlesberg“ südlich der Gemeinde Schnürpflingen im Alb-Donau-Kreis in Baden-Württemberg.
Die Burg war vermutlich eine frühmittelalterliche Burganlage der Alamannen und ist heute ein freizugängliches Bodendenkmal.